# Klášter Rohr (Bavorsko)
Klášter Rohr je stavební komplex původně kláštera augustiniánů kanovníků, založený roku 1133 v obci Rohr v dolním Bavorsku, a zrušený roku 1803. V letech 1945–2010 byl znovu osídlen, a to sudetoněmeckými benediktiny, vystěhovanými z Československa.

## Historie let 1133–1803

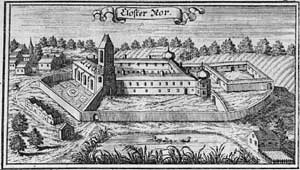
Veduta kláštera z roku 1687

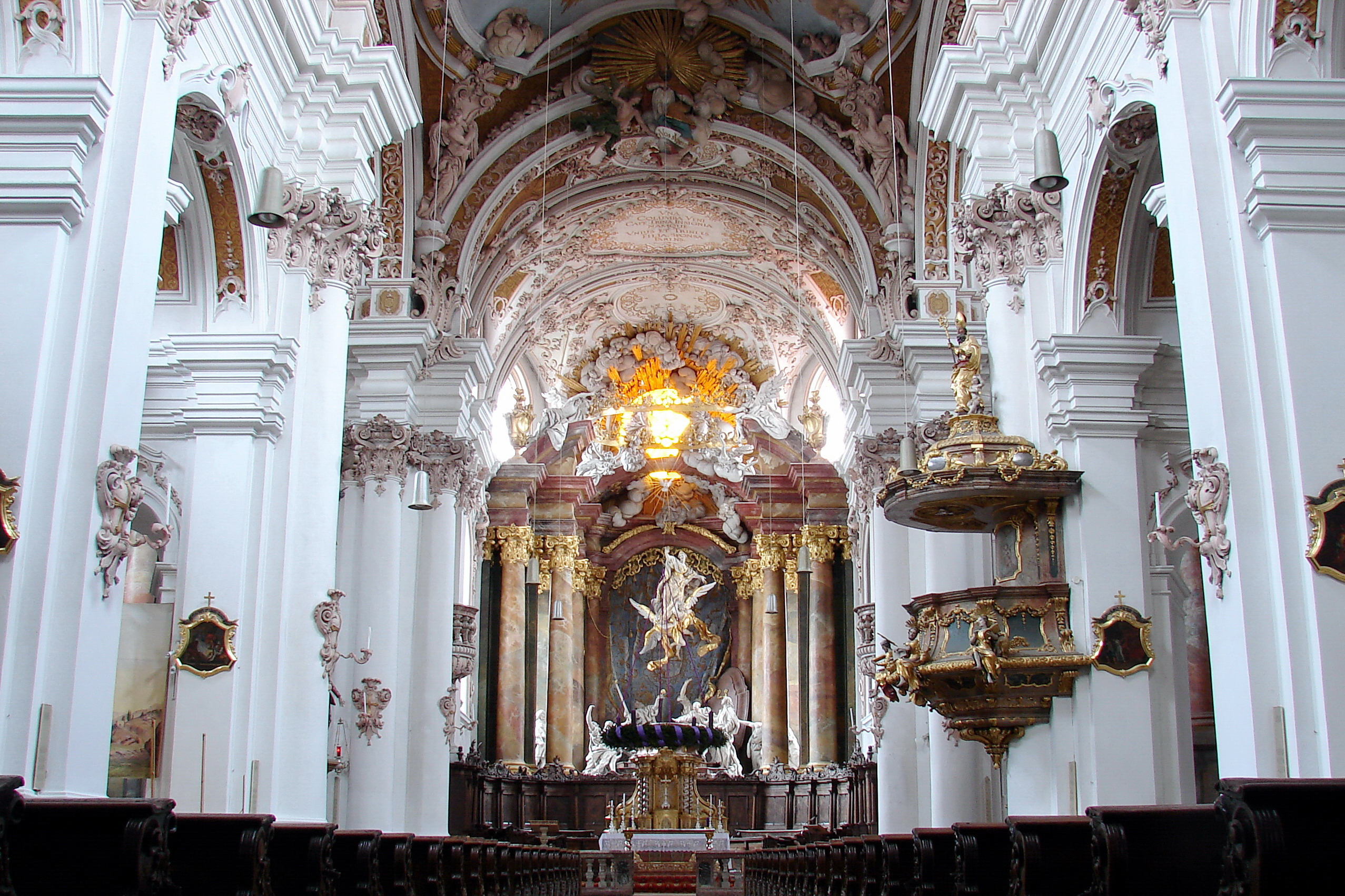
Interiér klášterního kostela

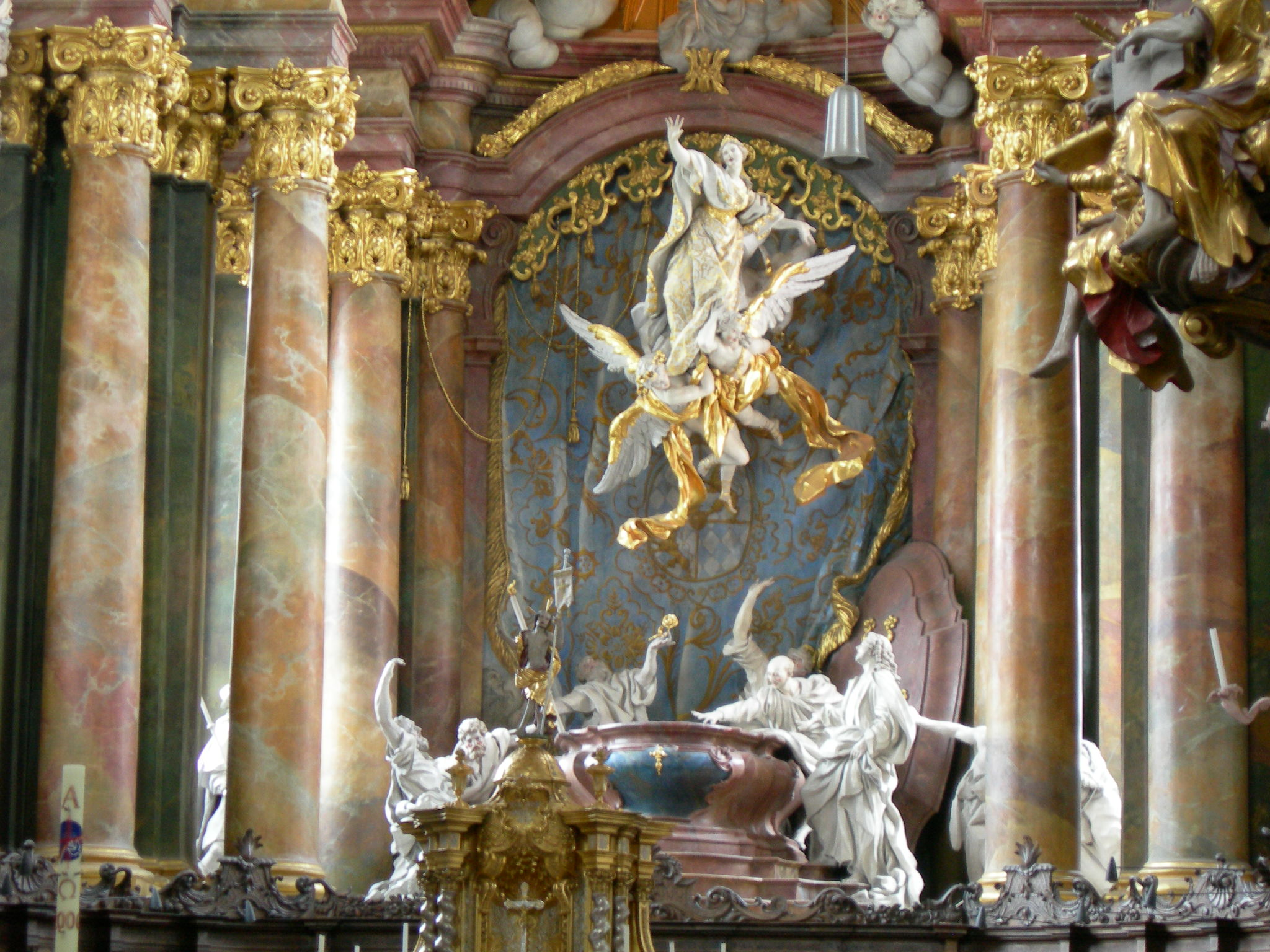
Nanebevzetí Panny Marie s otevřeným hrobem a sochami apoštolů na hlavním oltáři

V roce 1133 dal mladý šlechtic vdovec Adalbert z Rohru svůj majetek připsat řezenskému biskupství pod podmínkou, že v Rohru bude založen klášter augustiniánů kanovníků, do kterého sám chtěl vstoupit. 10. října 1133 řezenský biskup Heinrich I. jmenoval prvního probošta Bruna a v roce 1136 přijal papež Inocenc II. klášter pod svou ochranu. V roce 1158 vzal císař Fridrich Barbarossa klášter pod císařskou ochranu a potvrdil říšské vlastnictví kláštera, které roku 1485 převzali Wittelsbachové.
Na počátku 15. století v krizi a úpadku kláštera došlo k jeho reformaci, nazývané od roku 1452 jeho druhým založením a Mikuláš Kusánský jej učinil centrem reformního hnutí.
Během protireformace prosperita kláštera i počet kanovníků již za probošta Johanna Holnsteinera (1589–1630) opět vzrostly. Kostel a klášter byly opraveny. Za třicetileté války v roce 1632 švédský král Gustav Adolf klášter vypálil a s výjimkou kostela také zpustošil. V roce 1648 se v klášteře ubytovala císařská armáda zlikvidovala požárem část klášterního archiv a knihovny.
V roce 1682 za probošta Patricia z Heydonu († 1730) začala barokní přestavba kláštera a kostela. Egid Quirin Asam vytvořil v letech 1722–1723 hlavní oltář kostela Nanebevzetí Panny Marie jako „Theatrum sacrum“. Hypoteticky mohl být nejen dekorátorem, ale také projektantem a stavitelem kostela, který bývá nazýván Asamův kostel (Asamkirche), podobně jako kostel sv. Jana Nepomuckého v Mnichově. Varhany dal postavit v roce 1725 Johann Konrad Brandenstein. V roce 2006 byly obnoveny s 29 registry na dvou manuálech. V roce 1715 se klášter připojil k Lateránské kongregaci. V letech 1760–1761 byla dokončena stavba východního křídla konventu.

## Léta 1803–1945
Sekularizace z roku 1803 ukončila prosperitu kláštera. Budovy přešly do soukromého vlastnictví a byly z poloviny zbořeny. Fara a škola byly umístěny ve východním křídle budov a v západním křídle byla zřízena hospoda. Kostel byl proměněn ve farní. V roce 1880 se pokusily o obnovu kláštera cisterciačky z kláštera Seligenthal v Landshutu a v roce 1890 to byly premonstrátky z kláštera ve Wiltenu. Oba pokusy selhaly. Poškození stavebního areálu za druhé světové války bylo řešeno pragmatickým zjednodušením.

## Benediktini v letech 1945–1989
Komunita sudetoněmeckých benediktinů, vedená bývalým břevnovským a broumovským opatem Dominikem Prokopem, se usadila v Rohru a přejmenovala roku 1946 své působiště na Nový Broumov nebo na Opatství sv. Václava z Broumova v Rohru. Benediktini předpokládali, že společenská změna v Československu je nevratná a po zrušení všech mužských klášterů v roce 1950 nabyli přesvědčení, že jsou jedinými dědici a nástupci československých benediktinů. O jejich usmíření a sblížení s novou generací emigrantů se zde od svého příchodu do bavorského exilu v roce 1969 snažil poslední břevnovský opat Anastáz Opasek. V roce 1972 zformoval a vedl duchovní a společenská setkání komunity českých emigrantů dvou generací, poúnorové i po roce 1968.. Konvent nejenže dosáhl usmíření s československou emigrací nové generace, ale také své řádové samostatnosti a připojení pod bavorskou provincii benediktinů, ale také usmíření. Chyboval však ve své prognóze být jediným nástupcem břevnovsko-broumovského kláštera. Přípravy velkých oslav milénia Břevnovsko-broumovského kláštera na rok 1993 se minuly svým účelem, protože je převzal opat Anastáz Opasek v již obnoveném Břevnovském klášteře v Praze. 

### Akce duchovní, společenské a koncerty
V Rohru a ve Frankenu je v letech 1972–1989 organizoval opat Anastáz Opasek. Roku 1972 k tomu účelu založil spolu s Vladimírem Neuwirthem laické katolické sdružení Opus Bonum Do Rohru zval mladší lidi, Franken byl pro všechny emigranty včetně příslušníků undergroundu. V Rohru opat vyučoval vybraná témata z obecných a kulturních dějin a z náboženství k prohloubení duchovního života účastníků. Následoval hudební program českých písničkářů. ve Frankenu pořádal tematické semináře filosofické, literární a politické, na které začali později (díky pozvání Pavla Tigrida) dojíždět i příslušníci undergroundu. Mezi aktivními účastníky koncertů byli například Svatopluk Karásek, Karel Kryl, Jaroslav Hutka nebo Dáša Vokatá. 

## Od roku 1990 dosud
Rohrská komunita řeholníků se postupně redukovala. V červenci 1990 přesídlil Anastáz Opasek jako opat do obnoveného Břevnovského kláštera, roku 1994 zemřel broumovský rodák Beda Menzel, roku 2010 odstoupil opat Gregor Zippel, roku 2013 zemřel emeritní opat Johannes Zeschick v lednu roku 2016 z funkce opata administrátora odstoupil Markus Eller. a vystřídal ho opět jen hostující opat administrátor Barnabas Bögle z Andechsu. Původní komunita zanikla, existuje jen formálně.